# Cottus baileyi
Cottus baileyi és una espècie de peix pertanyent a la família dels còtids.

## Descripció
- Fa 8,4 cm de llargària màxima (normalment, en fa 6).[4][5][6]

## Hàbitat
És un peix d'aigua dolça, demersal i de clima temperat (37°N-36°N).

## Distribució geogràfica
Es troba a Nord-amèrica: rius Clinch i Holston (conca del riu Tennessee a Virgínia i Tennessee, els Estats Units).

## Observacions
És inofensiu per als humans.